# Jim Harrison
Pour les articles homonymes, voir Jim Harrison (hockey sur glace) et Harrison.
Œuvres principales
- Un bon jour pour mourir (Roman, 1973)
- Légendes d'automne (Nouvelles, 1979)
- Dalva (Roman, 1988)

James Harrison, dit Jim Harrison, est un écrivain, poète et essayiste américain, né le 11 décembre 1937 à Grayling (Michigan) et mort le 26 mars 2016 à Patagonia (Arizona).

## Biographie
La mère de Jim Harrison est d'origine suédoise. Son père est agent agricole, spécialisé dans la conservation des sols. L’enfant a trois ans lorsque la famille emménage dans la ville de Reed City (Michigan). À l'âge de sept ans, son œil gauche est accidentellement crevé au cours d'un jeu.
À 16 ans, il décide de devenir écrivain « de par [mes] convictions romantiques et le profond ennui que m’inspire le mode de vie de la bourgeoisie et de la classe moyenne ». Il quitte le Michigan pour vivre la grande aventure à Boston et à New York.
En 1960, à l'âge de 23 ans, il épouse Linda King. Ils ont deux filles, Jamie et Anna. Il obtient cette même année une licence de lettres. En 1962, son père et sa sœur Judith meurent dans un accident de circulation, percutés par la voiture d'un chauffard ivre. Harrison fait ses études à l'université d'État du Michigan où il obtient une licence (1960) puis un master (1964) en littérature comparée. En 1965, il est engagé comme assistant d'anglais à l'université d'État de New York à Stony Brook mais renonce rapidement à une carrière universitaire. Pour subvenir aux besoins de sa famille, il rédige des articles de journaux et des scénarios, en même temps que sont publiés ses premiers romans et recueils de poèmes.
Ses premières influences sont Arthur Rimbaud, Richard Wright et Walt Whitman. Harrison étudie ensuite un grand nombre de poètes anglophones dont WB Yeats, Dylan Thomas, Robert Bly et Robert Duncan. Il dira plus tard avoir également été influencé par différents poètes étrangers, à savoir : les symbolistes français ; les poètes russes Georgy Ivanov et Vladimir Mayakovsky ; le poète allemand Rainer Maria Rilke et les poètes chinois de la dynastie Tang. Harrison était aussi un grand admirateur du poète français René Char.
En 1967, la famille retourne dans le Michigan pour s'installer dans une ferme sur les rives du Lake Leelanau (en). Thomas McGuane, qui travaille à l'écriture de scénarios pour Hollywood, lui présente Jack Nicholson, qui devient son ami et lui prête l'argent nécessaire pour qu'il puisse nourrir sa famille tout en se consacrant à l'écriture. Il entretient avec son ami Gérard Oberlé une correspondance qui sera publiée en partie dans Aventures d'un gourmand vagabond : le cuit et le cru (Raw and the Cooked : Adventures of a Roving Gourmand, 2001).
Une grande partie des écrits de Harrison a pour cadre des régions peu peuplées d'Amérique du Nord et de l'Ouest (les Sand Hills du Nebraska, la péninsule du Michigan, les montagnes du Montana et le long de la frontière Arizona-Mexique.
L’auteur partageait son temps entre le Michigan, le Montana et l'Arizona, selon les saisons.
Traduit en français d'abord par Serge Lentz, Marie-Hélène Dumas, Pierre-François Gorse et Sara Oudin, puis par Brice Matthieussent, il est publié dans vingt-trois langues à travers le monde.
Jim Harrison meurt d'une crise cardiaque le 26 mars 2016, à l'âge de 78 ans, dans sa maison de Patagonia, en Arizona.
Le 23 mars 2022 sort en salle le film-documentaire Seule la terre est éternelle réalisé par François Busnel et Adrien Soland. Jim Harrison, surnommé « le cyclope » y est décrit comme « un homme à bout de souffle, fumant cigarette sur cigarette ». Ce film testament évoque le drame de la disparition accidentelle du père et de la sœur de l’écrivain, mais il est surtout axé sur les paysages étasuniens et le rapport de M. Harrison avec la nature : « L'écriture et la pêche à la truite vont bien ensemble » dit ce dernier. À l'issue du tournage qui a duré trois semaines durant l'été 2015, un rendez-vous avait été fixé au printemps 2016 pour tourner des plans complémentaires, mais Jim Harrison meurt le 26 mars 2016.

## Œuvre
L’œuvre de Jim Harrison a été publiée par de nombreuses revues et maisons d'édition de premier plan, dont The New Yorker, Esquire, Sports Illustrated, Rolling Stone, The New York Times Book Review. L’auteur a publié plusieurs recueils de nouvelles, dont deux ont été adaptés au cinéma : La Vengeance (1990) et Légendes d'automne (1994).
Après avoir publié plusieurs recueils de poésie, à partir du milieu des années 1960, dont un Retour en terre (1977), M. Harrison aborde progressivement le roman et la nouvelle, et devient l’un des principaux représentants du mouvement littéraire étasunien connu sous le nom de nature writing.
1978-1979, année de l'écriture de Légendes d'automne, marque son premier grand succès littéraire. Suivront ses œuvres les plus connues, dont Sorcier, Faux Soleil et Dalva.
À la fin des années 1980, il se lance, seul ou en collaboration, dans l'écriture de scénarios pour le cinéma hollywoodien :
- En 1988, avec Thomas McGuane, il écrit le scénario de Cold Feet, film étasunien réalisé par Robert Dornhelm en 1989, avec Keith Carradine et Tom Waits, qui ne sera jamais distribué en France ;
- En 1989, avec Jeffrey Fiskin, il adapte sa nouvelle Une vengeance pour le film Vengeance, réalisé par Tony Scott, avec Kevin Costner, Anthony Quinn et Madeleine Stowe ;
- En 1992/1993, avec Wesley Strick, il écrit le scénario de Wolf, d'après son roman homonyme, qui sera réalisé par Mike Nichols en 1994, avec Jack Nicholson et Michelle Pfeiffer ;
- En 1996, lors d'une visite à Saint-Malo pour le Festival des Étonnants Voyageurs, frustré et déprimé par sa collaboration avec Hollywood, il décide d’y mettre un terme et de se retirer quelque temps dans sa cabane au bord du Lac Supérieur pour écrire une suite à Dalva, intitulée La Route du retour (1998) ;
- En 2000, Jim Harrison travaille avec sa fille Jamie Harrison à l'adaptation cinématographique, pour Jack Nicholson, de sa nouvelle La Bête que Dieu oublia d'inventer, qu'on peut lire dans son recueil de nouvelles En route vers l'Ouest, mais le projet n'aboutira pas.

### Poésies
- Plain Song (1965)
- Locations (1968)
- Outlyer and Ghazals (1971) Publié en français sous le titre Lointains et Ghazals, traduit par Brice Matthieussent, Paris, Christian Bourgois éditeur, coll. Fictives (édition bilingue), 1999  (ISBN 2-267-01514-5) ; réédition, Paris, 10/18 no 3592 (édition bilingue), 2003  (ISBN 2-264-03729-6)
- Letters to Yesenin (1973) Publié en français sous le titre Lettres à Essenine, traduit par Brice Matthieussent, Paris, Christian Bourgois éditeur, coll. Fictives (édition bilingue), 1999  (ISBN 2-267-01513-7) ; réédition, Paris, 10/18 no 3529 (édition bilingue), 2003  (ISBN 2-264-03676-1)
- Returning to Earth (1977)
- Selected and New Poems, 1961-1981 (1982)
- Theory and Practice of Rivers (1985) Publié en français sous le titre Théorie et Pratique des rivières, traduit par Pierre-François Gorse, Paris, Éditions l'Incertain, coll. Outre-langue (édition bilingue), 1994  (ISBN 2-906843-46-6) ; réédition, Paris, 10/18 no 2626 (édition bilingue), 1995  (ISBN 2-264-00022-8)
- After Ikkyu and Other Poems (1996) Publié en français sous le titre L'Éclipse de lune de Davenport, traduit par Jean-Luc Piningre, Paris, Éditions de la Table Ronde, coll. Le Petit Vermillon (édition bilingue), 1998  (ISBN 2-7103-0884-3)
- The Shape of the Journey: New and Collected Poems (1998) Publié en français sous le titre Une heure de jour en moins: poèmes choisis, 1965-2010, traduit par Brice Matthieussent, Paris, Flammarion, 2012  (ISBN 978-2-08-125367-4) ; réédition, Paris, J'ai Lu, no 11972, 2018
- Livingston Suite (2005)
- Braided Creek: A Conversation in Poetry (avec Ted Kooser) (2003)
- Saving Daylight (2006)
- In Search of Small Gods (2009)
- Songs of Unreason (2011)
- Dead Man’s Float (2016). Publié en français sous le titre La position du mort flottant, traduit par Brice Matthieussent, Paris, Éditions Héros-Limite, 2021  (ISBN 978-2-88-955045-6)

### Romans
- Wolf, a False Memoir (1971) Publié en français sous le titre Wolf : mémoires fictifs, traduit par Marie-Hélène Dumas, Paris, Éditions Robert Laffont, coll. Pavillons, 1991  (ISBN 2-221-08932-4) ; réédition, Paris, 10/18 no 2325, 1992  (ISBN 2-264-01691-4)
- A Good Day to Die (1973) Publié en français sous le titre Un bon jour pour mourir, traduit par Sara Oudin, Paris, Éditions Robert Laffont, coll. Pavillons, 1985  (ISBN 2-221-04931-4) ; réédition, Paris, 10/18 no 1988, 1989  (ISBN 2-264-01288-9)
- Farmer (1976) Publié en français sous le titre Nord-Michigan, traduit par Sara Oudin, Paris, Éditions Robert Laffont, coll. Pavillons, 1984  (ISBN 2-221-04275-1) ; réédition, Paris, 10/18 no 2205, 1991  (ISBN 2-264-01620-5)
- Warlock (1981) Publié en français sous le titre Sorcier, traduit par Serge Lentz, Paris, Éditions Robert Laffont, coll. Pavillons, 1983  (ISBN 2-221-00961-4) ; réédition, Paris, 10/18 no 1987, 1989  (ISBN 2-264-01287-0)
- Sundog (1984) Publié en français sous le titre Faux Soleil : l'histoire d'un chef d'équipe américain, Robert Corvus Strang, traduit par Brice Matthieussent, Paris, Christian Bourgois éditeur, 1987  (ISBN 2-267-00498-4) ; réédition, Paris, 10/18 no 1955, 1988  (ISBN 2-264-01154-8)
- Dalva (1988) Publié en français sous le titre Dalva, traduit par Brice Matthieussent, Paris, Christian Bourgois éditeur, 1989  (ISBN 2-267-00651-0) ; réédition, Paris, 10/18 no 2168, 1991  (ISBN 2-264-01612-4);  ; réédition, Christian Bourgois, 2022  (ISBN 978-2-267-04684-7)
- The Road Home (1998) Publié en français sous le titre La Route du retour, traduit par Brice Matthieussent, Paris, Christian Bourgois éditeur, coll. Fictives, 1998  (ISBN 2-267-01463-7) ; réédition, Paris, 10/18 no 3153, 1999  (ISBN 2-264-02527-1)
- True North (2004) Publié en français sous le titre De Marquette à Vera Cruz, traduit par Brice Matthieussent, Paris, Christian Bourgois éditeur, coll. Fictives, 2004  (ISBN 2-267-01731-8) ; réédition, Paris, 10/18 no 3865, 2005  (ISBN 2-264-04115-3)
- Returning to Earth (2007) Publié en français sous le titre Retour en terre, traduit par Brice Matthieussent, Paris, Christian Bourgois éditeur, coll. Fictives, 2007  (ISBN 978-2-267-01920-9) ; réédition, Paris, 10/18 no 4149, 2009  (ISBN 978-2-264-04663-5)
- The English Major (2008) Publié en français sous le titre Une odyssée américaine, traduit par Brice Matthieussent, Paris, Flammarion, 2009  (ISBN 978-2-08-122117-8) ; réédition, Paris, J'ai lu no 9322, 2010  (ISBN 978-2-290-02115-6)
- The Great Leader: a faux mystery (2011) Publié en français sous le titre Grand Maître : faux roman policier, traduit par Brice Matthieussent, Paris, Flammarion, 2012  (ISBN 978-2-08-126208-9) ; réédition, Paris, J'ai lu no 10660, 2014  (ISBN 978-2-290-06899-1)
- The Big Seven (2015)Publié en français sous le titre Péchés capitaux, traduit par Brice Matthieussent, Paris, Flammarion, 2015  (ISBN 978-2-08-131309-5)

### Recueils de nouvelles
- Legends of the Fall (1979) Publié en français sous le titre Légendes d'automne (regroupe les nouvelles Une vengeance, L'Homme qui abandonna son nom, Légendes d'automne), traduit par Serge Lentz, Paris, Éditions Robert Laffont, coll. Pavillons, 1981  (ISBN 2-221-00614-3) ; réédition, Paris, 10/18 no 1682, 1984  (ISBN 2-264-00657-9) ; réédition révisée, Paris, Éditions Robert Laffont, coll. Pavillon, 1995  (ISBN 2-221-07439-4)
- The Woman Lit by Fire Flies (1990) Publié en français sous le titre La Femme aux lucioles (regroupe les nouvelles Chien brun, Sunset Limited, La Femme aux lucioles), traduit par Brice Matthieussent, Paris, Christian Bourgois éditeur, coll. Fictives, 1991  (ISBN 2-267-00969-2)
- Julip (1994) Publié en français sous le titre Julip (regroupe les nouvelles Julip, L'homme aux deux cents grammes, Le Dolorosa beige), traduit par Brice Matthieussent, Paris, Christian Bourgois éditeur, coll. Fictives, 1995  (ISBN 2-267-01296-0)
- The Beast God Forgot to Invent (2000) Publié en français sous le titre En route vers l'Ouest, (regroupe les nouvelles En route vers l'ouest, La Bête que Dieu oublia d'inventer, J'ai oublié d'aller en Espagne), traduit par Brice Matthieussent, Paris, Christian Bourgois éditeur, coll. Fictives, 2000  (ISBN 2-267-01551-X) ; réédition, Paris, 10/18 no 3327, 2001  (ISBN 2-264-03174-3)
- The Summer He Didn't Die (2005) Publié en français sous le titre L'Été où il faillit mourir, (regroupe les nouvelles L'Été où il faillit mourir, Épouses républicaines, Traces), traduit par Brice Matthieussent, Paris, Christian Bourgois éditeur, coll. Fictives, 2006  (ISBN 2-267-01810-1) ; réédition, Paris, 10/18 no 4032, 2007  (ISBN 978-2-264-04419-8)
- The Farmer's Daughter (2010) Publié en français sous le titre La Fille du fermier, traduit par Brice Matthieussent, Paris, Flammarion, 2010  (ISBN 978-2-08-122266-3) ; réédition, Paris, J'ai lu no 9673, 2011  (ISBN 978-2-290-03201-5)
- Brown Dog (2013)
- The River Swimmer (2014) Publié en français sous le titre Nageur de rivière, (regroupe les nouvelles Nageur de rivière, Au pays du sans-pareil), traduit par Brice Matthieussent, Paris, Flammarion, 2014  (ISBN 978-2-0812-6209-6) ; réédition, Paris, J'ai lu, 2015  (ISBN 978-2-290-10025-7)
- The Ancient Minstrel (2016) - Brown Dog (2013) Publié en français sous le titre Dernières Nouvelles (regroupe les nouvelles Les Œufs, Le Chien, L'Affaire des Bouddhas hurleurs), traduit par Brice Matthieussent, Paris, Flammarion, 2017  (ISBN 978-2-0813-6289-5)

### Littérature d'enfance et de jeunesse
- The Boy Who Ran to the Woods (2000) Publié en français sous le titre Le Garçon qui s'enfuit dans les bois, traduit par Brice Matthieussent, ill. de Tom Pohrt, Paris, Christian Bourgois éditeur et Éditions du Seuil jeunesse, 2001  (ISBN 2-02-051400-1)

### Essais
- Just Before Dark (1990) Publié en français sous le titre Entre chien et loup, traduit par Brice Matthieussent, Paris, Christian Bourgois éditeur, coll. Fictives, 1993  (ISBN 2-267-01128-X) ; réédition, Paris, 10/18 no 2538, 1994  (ISBN 2-264-00111-9)
- The Raw and the Cooked: Adventures of a Roving Gourmand (2001) Publié en français sous le titre Aventures d'un gourmand vagabond : le cuit et le cru, traduit par Brice Matthieussent, Paris, Christian Bourgois éditeur, coll. Fictives, 2002  (ISBN 2-267-01633-8) ; réédition, Paris, 10/18 no 4031, 2007  (ISBN 978-2-264-03678-0)
- A Really Big Lunch : The Roving Gourmand on Life and Good (2017) Publié en français sous le titre Un sacré gueuleton - Manger, boire et vivre, traduit par Brice Matthieussent, Paris, Flammarion, Hors collection, 2018  (ISBN 2-081-39614-9)
- The Search for the Genuine : Selected Nonfiction 1970-2015 (2021) Publié en français sous le titre La Recherche de l'authentique - l'amour, l'esprit, la littérature, traduit par Brice Matthieussent, Paris, Flammarion, Hors collection, 2021  (ISBN 978-2080239181)

### Autobiographie
- Off to the Side (2002) Publié en français sous le titre En marge, traduit par Brice Matthieussent, Paris, Christian Bourgois éditeur, coll. Fictives, 2003  (ISBN 2-267-01682-6) ; réédition, Paris, 10/18 no 3698, 2003  (ISBN 2-264-03919-1)
- The Ancient Minstrel (2016) Publié en français sous le titre Le Vieux Saltimbanque, traduit par Brice Matthieussent, Paris, Flammarion, 2016  (ISBN 978-2-0813-1310-1)

## Filmographie

### Comme scénariste
- 1989 : Cold Feet, film américain réalisé par Robert Dornhelm, scénario original de Harrison, avec Keith Carradine, Sally Kirkland et Tom Waits
- 1990 : Vengeance (Revenge), film américain réalisé par Tony Scott, adaptation par Harrison de sa nouvelle éponyme, avec Kevin Kostner, Anthony Quinn et Madeleine Stowe
- 1994 : Wolf, film américain réalisé par Mike Nichols, scénario original de Jim Harrison, avec Jack Nicholson, Michelle Pfeiffer, James Spader et Kate Nelligan

### Adaptations de son œuvre
- 1994 : Légendes d'automne (Legends of the Fall), film américain réalisé par Edward Zwick, d'après la nouvelle éponyme, avec Brad Pitt, Anthony Hopkins et Aidan Quinn
- 1996 : État de force, film américain réalisé par Bruno Barreto, adaptation du roman Farmer (Nord Michigan), avec Dennis Hopper, Amy Irving, Gary Busey et Julie Harris
- 1996 : Dalva (en), téléfilm américain réalisé par Ken Cameron, adaptation du roman éponyme, avec Farrah Fawcett, Carroll Baker et Powers Boothe

### Films-documentaires
- Jim Harrison entre chien et loup, film-documentaire réalisé par Georges Luneau. - Écrit par Brice Matthieussent, Georges Luneau. - France,1993. - 52 minutes. -  Super 16 mm. - Couleur
- Jim Harrison. Seule la terre est éternelle, film-documentaire réalisé par François Busnel et Adrien Soland. - Écrit par François Busnel. - France,2021. - 1h52 minutes. - Couleur